# Сева (Фрібур)
Сева (фр. Sévaz) — громада  в Швейцарії в кантоні Фрібур, округ Бруа.

## Географія
Громада розташована на відстані близько 50 км на захід від Берна, 22 км на захід від Фрібура.
Сева має площу 2,5 км², з яких на 8,9% дозволяється будівництво (житлове та будівництво доріг), 87,5% використовуються в сільськогосподарських цілях, 1,6% зайнято лісами, 2% не є продуктивними (річки, льодовики або гори).

## Демографія
2019 року в громаді мешкало 304 особи (+21,6% порівняно з 2010 роком), іноземців було 21,7%. Густота населення становила 122 осіб/км².
За віковим діапазоном населення розподілялося таким чином: 23,7% — особи молодші 20 років, 64,8% — особи у віці 20—64 років, 11,5% — особи у віці 65 років та старші. Було 124 помешкань (у середньому 2,4 особи в помешканні).
Із загальної кількості 441 працюючого 11 було зайнятих в первинному секторі, 65 — в обробній промисловості, 365 — в галузі послуг.